# Europaparlamentets utskott för kvinnors rättigheter och jämställdhet mellan kvinnor och män
Europaparlamentets utskott för kvinnors rättigheter och jämställdhet mellan kvinnor och män (franska: La commission des droits de la femme et égalité des genre, FEMM) är ett av Europaparlamentets 20 ständiga utskott för att bereda ärenden i parlamentet. 
Utskottets nuvarande ordförande, vald den 10 juli 2019, är den österrikiska Eurpaparlamentsledamoten Evelyn Regner (S&D).

## Presidium
| Namn                         | Funktion i utskottet | Land      | Grupp   | Bild |
| ---------------------------- | -------------------- | --------- | ------- | ---- |
| Evelyn Regner                | Ordförande           | Österrike | S&D     |      |
| Eugenia Rodríguez Palop      | Viceordförande       | Spanien   | GUE/NGL |      |
| Gwendoline Delbos-Corfield   | Viceordförande       | Frankrike | G/EFA   |      |
| Elissavet Vozemberg-Vrionidi | Viceordförande       | Grekland  | EPP     |      |
| Robert Biedroń               | Viceordförande       | Polen     | S&D     |      |